# Гуляєво (Ічалківський район)
Гуля́єво (рос. Гуляево, ерз. Гуляево) — село у складі Ічалківського району Мордовії, Росія. Адміністративний центр Гуляєвського сільського поселення.

## Населення
Населення — 432 особи (2010; 444 у 2002).
Національний склад (станом на 2002 рік):
- росіяни — 87 %